# عبدالقادر تیام
عبدالقادر تیام (انگلیسی: Abdoulkader Thiam؛ زادهٔ ۳ اکتبر ۱۹۹۸) بازیکن فوتبال اهل فرانسه است.
از باشگاه‌هایی که در آن بازی کرده‌است می‌توان به آ.اس موناکو اشاره کرد.
وی همچنین در تیم‌های ملی فوتبال France national under-16 football team و موریتانی بازی کرده‌است.